# Flora Jacobs
Flora Jacobs (na haar huwelijk Flora Schrijver-Jacobs) (Nijmegen, 14 juni 1923 – Amstelveen, 22 april 2013) was een Nederlandse accordeonist in het meisjesorkest van Auschwitz.

## Biografie
Jacobs werd geboren in Nijmegen, als oudste dochter in een Joods gezin. Haar vader was eigenaar van een stoffenwinkel op de Haarlemmerdijk, en trompettist en bassist in het Utrechts Stedelijk Orkest. In het muzikale gezin leerde Jacobs piano spelen – vooral klassiek en jazz van George Gershwin en Cole Porter – en een beetje accordeon.

### Tweede wereldoorlog
Na de Duitse inval op 10 mei 1940 dook het gezin onder in Amsterdam. In februari 1943 werd Jacobs met haar ouders opgepakt tijdens een razzia en via de Hollandsche Schouwburg overgebracht naar het doorgangskamp Westerbork. Twee maanden later zou ook haar jongere zus Rebecca met haar verloofde in Westerbork aankomen. Flora Jacobs trouwde in het kamp met de Duits-Joodse vluchteling Emanuel van Praag in de hoop deportatie te kunnen uitstellen. Echter in augustus 1943 werden haar ouders op transport gesteld naar Auschwitz en kozen Jacobs en haar man ervoor met haar ouders mee te gaan. In Auschwitz werd ze direct van haar ouders en man gescheiden en kwam ze in het werkkamp terecht. Haar moeder en man werden bij aankomst vrijwel direct om het leven gebracht, haar vader zou nog tot maart 1944 leven. Haar zus werd naar Sobibór gedeporteerd en werd daar vrijwel direct vermoord.
Na in quarantaine gezeten te hebben meldde Jacobs zich aan om auditie te doen voor het meisjesorkest van Auschwitz. Het orkest speelde marsen wanneer de dwangarbeiders het kamp verlieten voor hun dagelijkse werk en wanneer ze weer terugkeerden. Ze gaven ook concerten voor de SS’ers en speelden als treinen met Joden aankwamen, om een goede indruk te wekken. Jacobs was een van de 150 vrouwen die auditie deden bij dirigente en violiste Alma Rosé, een nicht van componist Gustav Mahler. Jacobs werd uitgekozen als accordeonist, hoewel ze eigenlijk alleen piano speelde. Ze speelde samen in het orkest met onder meer Esther Bejarano en Anita Lasker-Wallfisch.
Na het overlijden van Rosé in april 1944 werd Jacobs enkele maanden later met de andere Joodse leden van het orkest naar Bergen-Belsen gedeporteerd. Daar trof zij Abraham (Appie) Schrijver aan, de verloofde van haar omgekomen zus. In Bergen-Belsen werkte Jacobs als kindermeisje voor kampcommandant Josef Kramer. Ze werd uiteindelijk in april 1945 bevrijd door het Britse leger. Na haar bevrijding werkte ze enkele maanden als Duits-Engelse tolk voor Margaret Montgomery, zus van generaal Bernard Montgomery.

### Na de oorlog
In augustus 1945 keerde Jacobs als enige overlevende van haar familie terug naar Nederland. Een jaar later trouwde ze met Appie Schrijver en kreeg uit haar huwelijk twee dochters. Jacobs gaf na de oorlog regelmatig interviews op radio en televisie, evenals lezingen op scholen. Haar levensverhaal werd in 1994 opgetekend in het boek Het Meisje met de accordeon (ISBN 9789055460113) van Mirjam Verheijen. Ze stierf op 22 april 2013 op 89-jarige leeftijd en is begraven op de Joodse Begraafplaats te Muiderberg.
- Gemeinsame Normdatei: 119383713
- International Standard Name Identifier: 0000 0000 1335 2997
- Virtual International Authority File: 13116944